# 天才マックスの世界
『天才マックスの世界』（Rushmore）は、1998年制作のアメリカ映画。頭脳明晰で風変わりな少年マックスの恋と青春を描くコメディ。日本では劇場未公開で、2000年にVHSが発売された。

## ストーリー
ヒューストンに住む15歳のマックスは、頭脳明晰でアクティブな少年。しかし、19ものクラブを掛け持ちしているために落第を繰り返しており、校長から退学処分をチラつかされていた。ある日、教師のローズマリーに恋をする。

## キャスト
| 役名                         | 俳優                       | 日本語吹替   |
| ---------------------------- | -------------------------- | ------------ |
| マックス・フィッシャー       | ジェイソン・シュワルツマン | 若林久弥     |
| ハーマン・ブルーム           | ビル・マーレイ             | 山野史人     |
| ローズマリー・クロス         | オリヴィア・ウィリアムズ   | 佐々木優子   |
| バート・フィッシャー         | シーモア・カッセル         | 中庸助       |
| ネルソン・グッケンハイム校長 | ブライアン・コックス       | 糸博         |
| ダーク・キャロウェイ         | メイソン・ギャンブル       | 矢島晶子     |
| マーガレット・ヤン           | サラ・タナカ               | 魏涼子       |
| マグナス・ブッチャン         | ステファン・マッコール     | 中村大樹     |
| ミセス・キャロウェイ         | コニー・ニールセン         |              |
| ピーター・フリン             | ルーク・ウィルソン         | 田中正彦     |
| ベック                       | アンドリュー・ウィルソン   | 中多和宏     |
| ロニー・ブルーム             | ロニー・マコーリー         | 吉田孝       |
| ドニー・ブルーム             | キース・コマーリー         | 吉田孝       |
| アレックス                   | ヘイ・ジョーン・リー       | 海老原英人   |
| アーニー                     | アル・フィールダー         | 幹本雄之     |
| セルピコ                     | コリン・プラット           | 鉄野正豊     |
| オライリー                   | ジョージ・ファリッシュ     | 小上裕通     |
| ミセス・ブルーム             | エラ・プライヤー           | 寺内よりえ   |
| ホイットニー                 | パトリシア・ウィンクラー   | 磯辺万沙子   |
| ホルステッド                 | マニング・モット           | 仲野裕       |
| ベンジャミン                 | アリ・クティリ             | 五十嵐優次郎 |
| 建築家                       | エリック・アンダーソン     | 成田剣       |
| リトルジーンズ               | クマール・パラーナ         | 宝亀克寿     |
| ジョージ                     | セイヤー・マクラナハン     | 関口英司     |

- その他の日本語吹き替え：松本忠浩